# Albert Juszczak

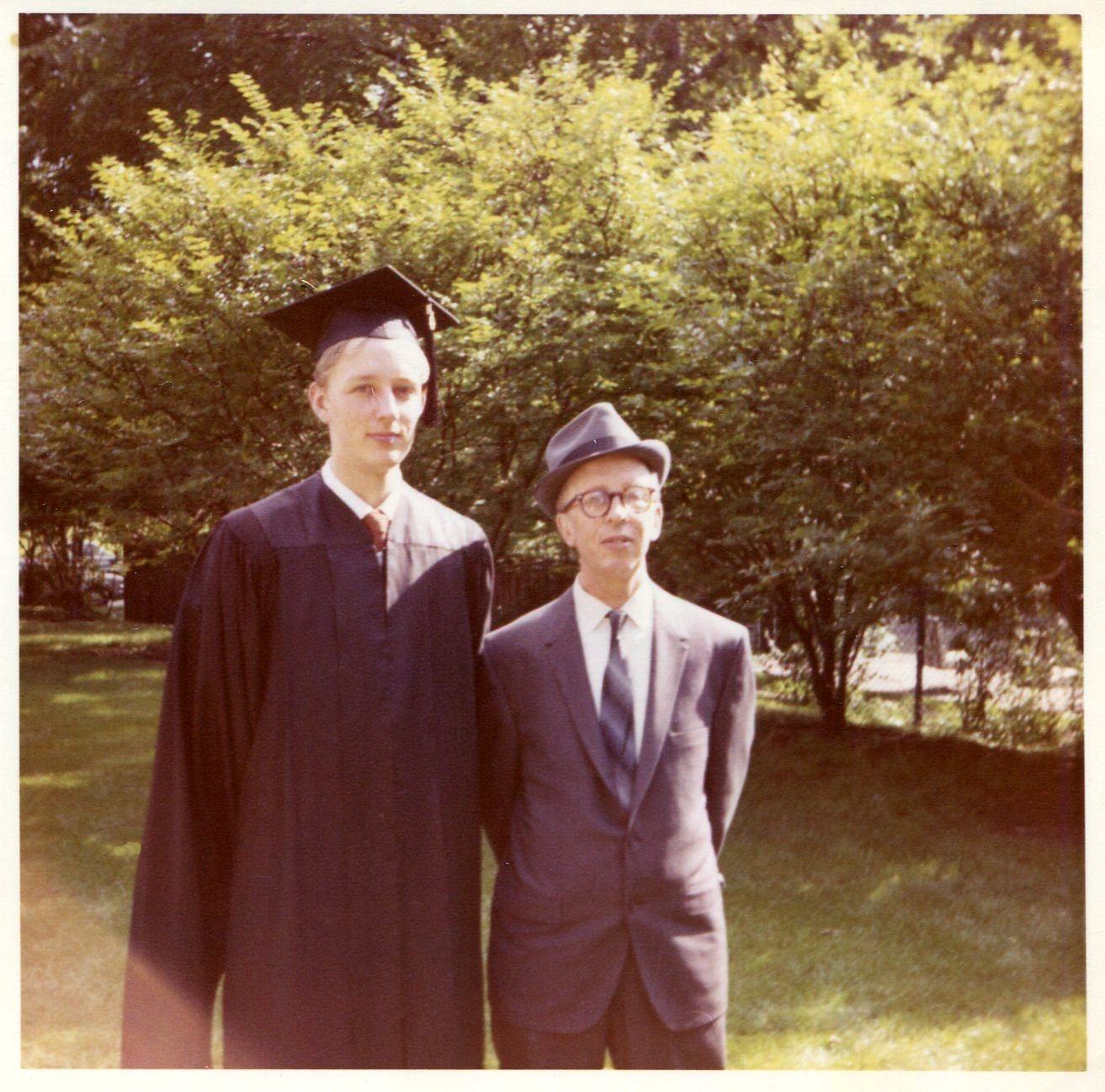
Wojciech Juszczak z ojcem Stanisławem po otrzymaniu dyplomu mgr w Chicago 28 X 1969

Albert Stanley Juszczak (pol. Wojciech Juszczak) (ur. 24 września 1947 w Heidelbergu, zm. 4 października 2017 w Pittsburghu) – polski działacz emigracyjny, historyk literatury polskiej, tłumacz i wykładowca akademicki, w latach 1980–1989 prezes Fundacji Kościuszkowskiej.

## Życiorys
Urodził się na terenie Niemiec, zaś wychował w Chicago w USA, gdzie osiedli jego rodzice Stefania i Stanisław Juszczakowie (w trakcie II wojny światowej działacze Armii Krajowej, a na emigracji w USA aktywni działacze polonijni). Albert (Wojciech) Juszczak miał dwóch braci. Jako pierwszy w historii uzyskał doktorat z historii polskiej literatury na University of Chicago i przez blisko trzydzieści lat pracował jako wykładowca akademicki na New York University jako wykładowca języka polskiego oraz jako egzaminator Language Proficiency. Pracował także w charakterze nauczyciela języka polskiego oraz wykładowcy literatury polskiej w Hunter College. Był aktywnym tłumaczem angielsko-polskim i polsko-angielskim. W latach 1980–1986 piastował funkcję prezesa Fundacji Kościuszkowskiej. Był także dyrektorem wykonawczym Centrum Polsko-Słowiańskiego na Greenpoincie, następnie asystentem wiceprezesa wykonawczego Medgar Evers College będącego częścią City University of New York oraz dyrektorem Glenridge Senior Center na Ridgewood.